# زیلتسه
شهر زیلتسه (به آلمانی: Seelze) در ایالت نیدرزاکسن در کشور آلمان واقع شده‌است.